# Afrikanischer Raubwels

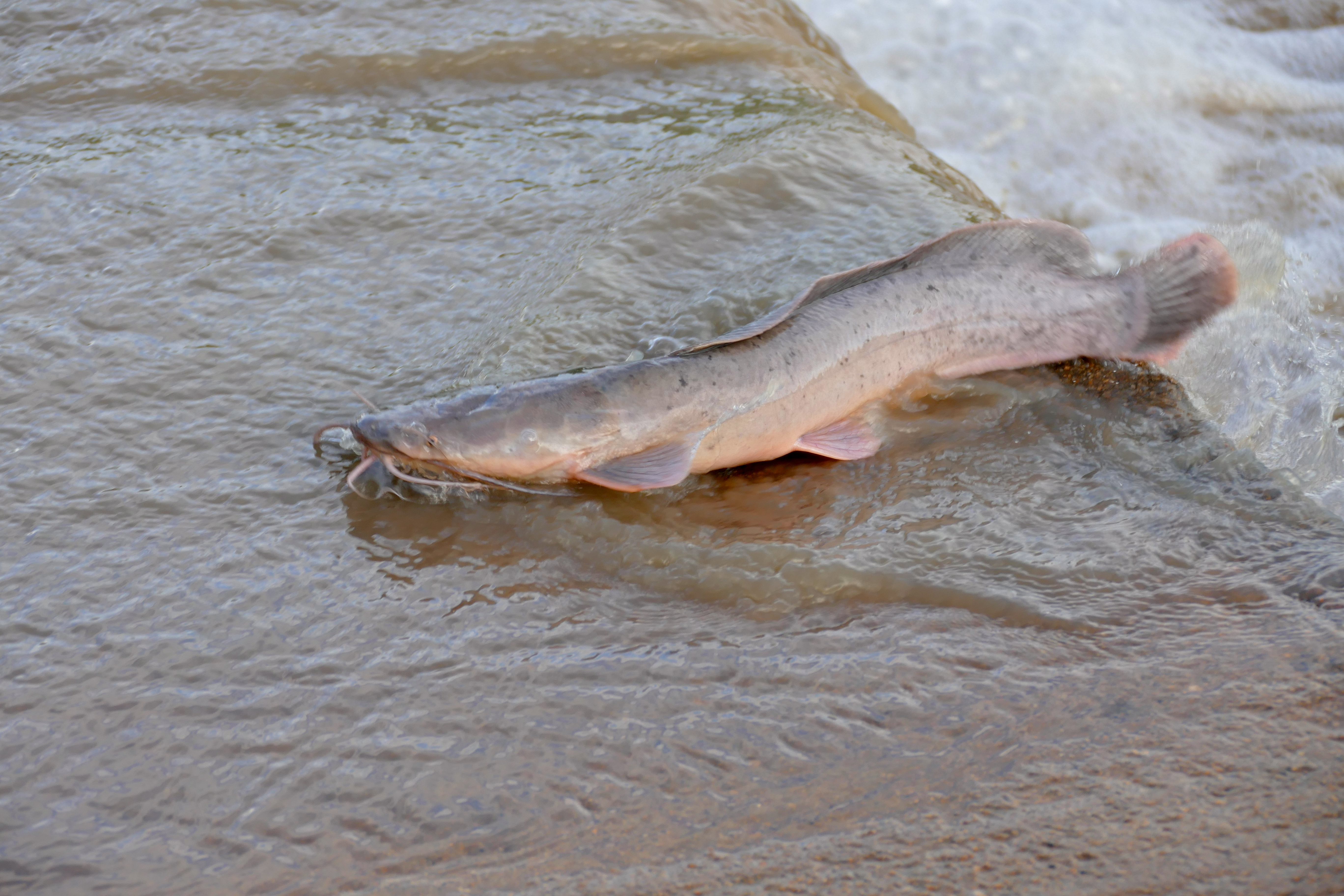
Afrikanischer Raubwels beim Aufsteigen in den Oberlauf eines Flusses

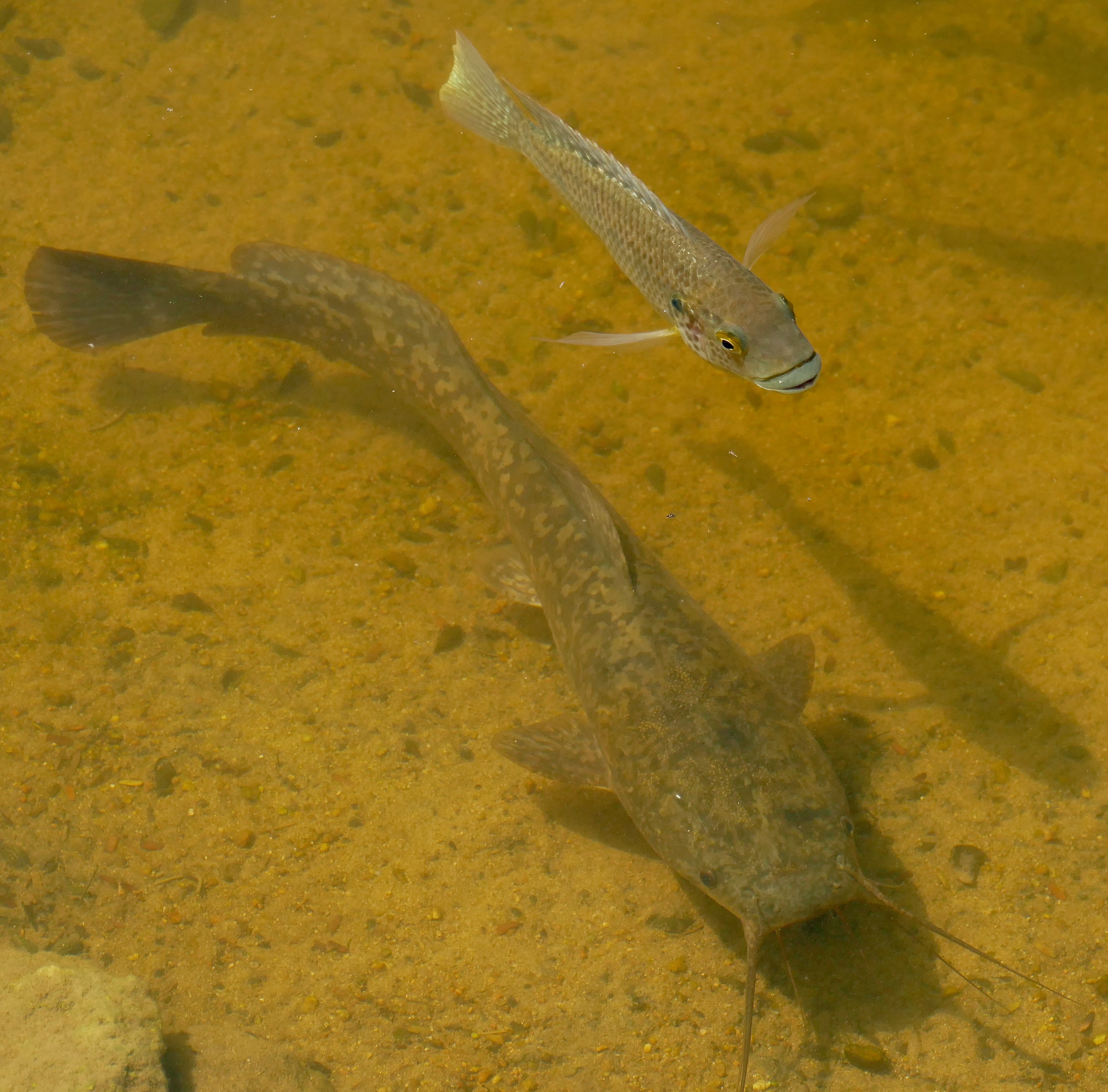
Größenvergleich Afrikanischer Raubwels (Clarias gariepinus) und Tilapia (Oreochromis mossambicus)

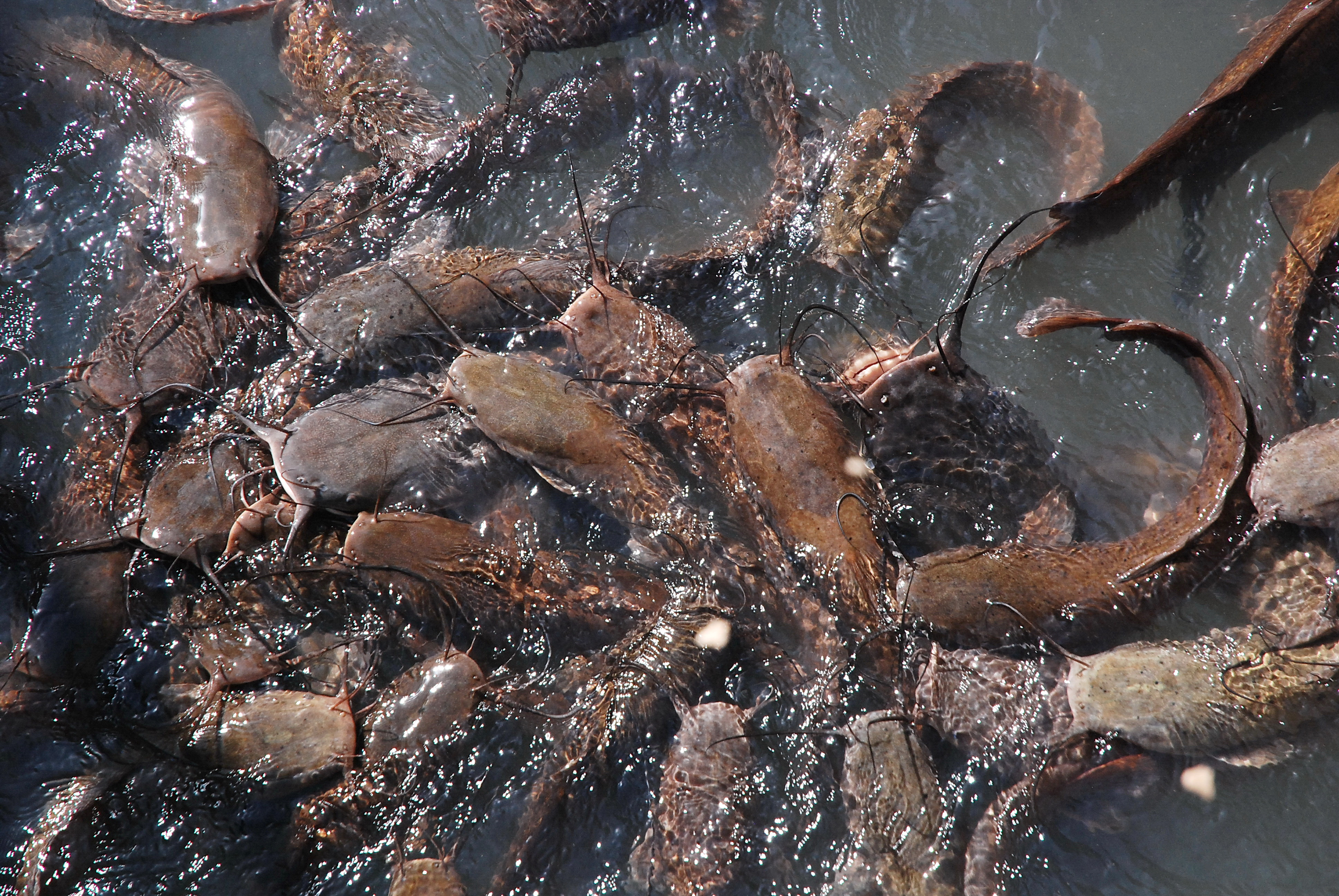
Israelische Aquakultur mit Fütterung von Afrikanischen Raubwelsen

Der Afrikanische Raubwels (Clarias gariepinus) ist eine in Afrika weit verbreitete Welsart aus der Familie der Raubwelse (Clariidae). Das ursprüngliche Verbreitungsgebiet der Art umfasst Afrika mit Ausnahme des Maghreb, der Kapregion, sowie großer Gebiete in Guinea und möglicherweise auch die Spitze des Horns von Afrika. Außerdem kommt der Raubwels in der Levante und der südlichen Türkei vor. Das Art-Epitheton gariepinus wurde von der Bezeichnung Gariep abgeleitet, der Name des Oranje bei den Khoikhoi.

## Merkmale
Die Welsart wird in der Regel 70 bis 90 cm lang; es gibt jedoch Berichte über 1,5 bis 1,7 Meter lange Exemplare. Das Maximalgewicht liegt bei 60 kg. Die Tiere sind langgestreckt, ihre Länge ist 6 bis 8 mal so groß wie die maximale Höhe des Körpers. Die Länge des abgeflachten Kopfes beträgt 30 % der Gesamtlänge der Fische. Von oben betrachtet ist der Kopf rechteckig, von der Seite gesehen vorne zugespitzt. Die Augen sind klein, das Maul ist breit. Prämaxillare, Unterkiefer und Gaumen sind mit kleinen, nach hinten gebogenen Zähnen besetzt, die in Reihen angeordnet sind. Die Kiemenspalte ist weit. Im Unterschied zu anderen Clarias-Arten hat der Afrikanische Raubwels zahlreiche Kiemenrechen (24–110) auf dem ersten Kiemenbogen. Sie sind lang, dünn und stehen dicht beieinander. Ihre Anzahl nimmt mit zunehmendem Alter zu. Rund um das Maul besitzen die Welse vier Bartelpaare. Die Seitenlinie ist als schmale, sich vom Kopfende bis zur Mitte der abgerundeten Schwanzflosse erstreckende weiße Linie zu sehen. Die lange Rückenflosse reicht vom Kopfende bis zur Schwanzflosse. Die Afterflosse beginnt kurz hinter der Körpermitte und erstreckt sich bis zur Schwanzflosse. Weder Rücken- noch Afterflosse haben eine Flossenstachel. Die Bauchflossen sitzen kurz vor der Mitte des Körpers. Die Brustflossen reichen vom Kiemendeckel bis unter den ersten Strahl der Rückenflosse. Der Brustflossenstachel ist kräftig entwickelt und an seiner Außenkante gesägt. Die Anzahl der Zacken nimmt mit dem Alter zu.
- Flossenformel: Dorsale 61–80, Anale 45–65[2]

Es gibt zwei Farbmorphen, eine gefleckte und eine einfarbige. Bei der Ersten wird die helle Grundfärbung von Rücken und Körperseiten von unregelmäßig geformten, dunklen Flecken überlagert. Die einfarbige Morphe hat eine sandfarbene, olivfarbene oder dunkelgraue bis schwärzliche Oberseite. Der Bauch ist bei beiden cremeweiß. Möglicherweise gibt es einen Zusammenhang zwischen dem Bodengrund des heimatlichen Gewässers und seiner Fließgeschwindigkeit und der Ausbildung der Morphen. Der Schwanz kann mit unregelmäßigen, dunklen Flecken gemustert sein und bei einigen Exemplaren ist der vordere Abschnitt des Schwanzes mehr transparent bzw. heller als der hintere. Die Anzahl der Wirbel liegt 56 bis 63. Das maximale Alter der Fische beträgt 15 Jahre.
Der Afrikanische Raubwels kann sehr leicht mit dem nah verwandten Aalraubwels (Clarias anguillaris), mit dem zusammen er die Untergattung Clarias bildet, verwechselt werden. Ein sicheres Unterscheidungsmerkmal der zwei Arten ist die Morphologie des Cleithrums, ein paariger Deckknochen im Schultergürtel. Das Cleithrum des Afrikanischen Raubwels ist zugespitzt, schmal und mit länglichen scharfen Kanten versehen. Außerdem hat der Aalraubwels weniger Kiemenrechen (16–50) als der Afrikanische Raubwels.

## Lebensweise
Der Afrikanische Raubwels kommt vor allem in stehenden Gewässern und Überschwemmungsgebieten mit schlammigem Boden vor. Oft sind es Gewässer, die in der Trockenzeit austrocknen. Die Welse können in der Nacht aber das Wasser verlassen und mit Hilfe der kräftigen Brustflossenstrahlen kurze Strecken an Land überwinden, um neue Gewässer zu suchen, oder sie überdauern für eine gewisse Zeit im Schlamm vergraben. Sie können über ihre erweiterten, gut durchbluteten Kiemenkammern Sauerstoff aus der Luft aufnehmen.
Der Afrikanische Raubwels ernährt sich von Insekten und deren Larven, Würmern, Schnecken, Fischen, jungen Wasservögeln, kleinen Säugern, Aas, Detritus, Wasserpflanzen und verrottenden Landpflanzen, Samen, Beeren. Mit ihren zahlreichen Kiemenrechen können sie aber auch Zooplankton filtrieren und als Nahrung nutzen. Die Nahrung wird überwiegend mit den Barteln am Boden aufgespürt und 70 % der Nahrungsaufnahme findet in der Nacht statt. Junge Buntbarsche werden oft in Kooperation mit Artgenossen erbeutet.

## Fortpflanzung
Die Fortpflanzung findet während der Regenzeit statt. Die Reifung der Gonaden der Tiere findet bei steigendem Wasserstand statt. Zum Laichen wandern die Fische zu Beginn der Regenzeit durch Bäche und Flüsse, auch durch schnell strömende Gewässer und Stromschnellen, in Regionen, die überflutet sind. Beim Ablaichen schlagen die Weibchen mit dem Schwanz, um Eier und Spermien zu vermischen und die befruchteten Eier weit zu verteilen. Ein Weibchen kann pro kg Eigengewicht bis zu 60.000 Eier produzieren. Die Eier sind grünlich und kleben an der Vegetation unter Wasser. Die Jungfische schlüpfen je nach Wassertemperatur nach 20 bis 60 Stunden, bei 25 °C nach etwa 33 Stunden. Zunächst werden sie über ihren Dottersack ernährt, der nach 3 bis 4 Tagen aufgebraucht ist. Ihr Verdauungssystem funktioniert mit einem Alter von 5 bis 6 Tagen und sie nehmen von da an Zooplankton auf. Sie wachsen schnell und erreichen innerhalb von 30 Tagen ein Gewicht von 3 bis 7 Gramm. Nach dem Ablaichen kehren die adulten Fische in ihre Heimatgewässer zurück, die Jungfische folgen, wenn sie 1,5 bis 2,5 cm lang sind. Weibchen werden mit einer Länge von 40 bis 45 cm geschlechtsreif, Männchen sind dann 35 bis 40 cm lang.

## Systematik
Der Afrikanische Raubwels wurde im Jahr 1822 durch den britischen Naturforscher William John Burchell unter der Bezeichnung Silurus gariepinus erstmals wissenschaftlich beschrieben. Terra typica ist der Vaal oberhalb der Einmündung des Riet in der Kapregion Südafrikas. Später wurde der Wels der Gattung Clarias zugeordnet, die schon 1777 durch den italienischen Naturforscher Giovanni Antonio Scopoli eingeführt wurde. Zusammen mit dem Aalraubwels (Clarias anguillaris) bildet der Afrikanische Raubwels die Untergattung Clarias innerhalb der Gattung Clarias.

## Nutzung
Der Afrikanische Raubwels hat ein wohlschmeckendes Fleisch und wird deshalb in zahlreichen Ländern in Teichanlagen und auf Reisfeldern gezüchtet, nicht nur in Ländern der tropischen und subtropischen Klimazone, sondern in erwärmten Zuchtanlagen auch in Ländern der gemäßigten Zone. Hauptproduzenten sind Brasilien, China, Mali, Ghana, Nigeria, Kamerun, Südafrika, Italien, Ungarn und die Niederlande. In Teichen zur Tilapiazucht werden Afrikanische Raubwelse eingesetzt, um eine zu starke Vermehrung der Buntbarsche und damit die Herausbildung von kleinwüchsigen Kümmerformen zu verhindern. In den meisten Jahren von 2010 bis 2015 wurden jährlich über 50.000 Tonnen der Fischart gefangen. Die Produktion aus Aquakulturen lag bei 200.000 Tonnen und darüber.

### Aquakultur
Da der Afrikanische Raubwels ein guter Futterverwerter ist und in hohen Besatzdichten gehalten werden kann, eignet sich die Art neben der Teichhaltung in tropischen und subtropischen Ländern auch besonders gut für geschlossene Kreislaufanlagen, die weltweit immer häufiger anzutreffen sind. Auch in Europa nimmt die jährliche Produktion der Art kontinuierlich zu.
Bei der Produktion in Kreislaufanlagen können mit bis zu 500 kg Fisch pro Kubikmeter in der Endmast sehr hohe Besatzdichten erreicht werden, wobei ein Fisch auf etwa 1,5 kg Schlachtgewicht kommt.
Neben dem normalen Afrikanischen Raubwels werden besonders in Kreislaufanlagen häufig Hybride mit dem Wunduwels (Heterobranchus longifilis) verwendet, welche eine höhere Filetausbeute haben, da die Weibchen keine Eierstöcke bilden. Auch die männlichen Hybriden sind unfruchtbar.

## Invasive Art
Aus den Zuchtanlagen und Teichen entwichene Exemplare haben sich in zahlreichen afrikanischen, asiatischen und lateinamerikanischen Ländern ausgebreitet und werden als invasive Art zu einem Problem für die einheimische Süßwasserfauna. Im Atlantischen Regenwald Brasiliens wurde der Afrikanische Raubwels auch zu einer Bedrohung für die lokale Amphibienfauna. In Europa wurde die Art bisher in Bulgarien, Kroatien, Slowenien und Tschechien nachgewiesen.

## Belege
1. 1 2 3 4 5 6  FAO Fisheries & Aquaculture – Cultured Aquatic Species Information Programme: Clarias gariepinus (Burchell, 1822)
2. 1 2 3 4 5 6  Afrikanischer Raubwels auf Fishbase.org (englisch)
3. 1 2  
Melanie L. J. Stiassny, Guy G. Teugels, Carl D. Hopkins: The Fresh and Brackish Water Fishes of Lower Guinea, West-Central Africa. Band 1. Muséum national d’histoire naturelle / Musée royal de l’Afrique Centrale, Paris / Tervuren 2007, ISBN 978-9-0747-5220-6, S. 676–678 (PDF; 66,6 MB).
4. ↑  Benech, V., G.G. Teugels & G. Gourene - (1993) Critère practique pour distinguer deux poisson-chats africains, Clarias anguillaris et C. gariepinus (Siluriformes: Claridae). Cybium 17 (1): 83–85.
5. ↑  Afrikanischer Raubwels auf Fishbase.org (englisch)
6. ↑  William John Burchell: Travels in the interior of southern Africa. Longman, Hurst, Rees, Orme & Brown, London 1822–1824. Online: Band 1
7. ↑  Clarias gariepinus im Catalog of Fishes (englisch)
8. ↑  Guy G. Teugels & Dominique Adriaens: Taxonomy and Phylogeny of Clariidae: An Overview in Catfishes (2003) - Eds. G. Arratia, B.G. Kapoor, M. Chardon & R. Diogo - 2 Vols, S. 487 - ISBN 1-57808-261-7
9. ↑  FAO: Species Fact Sheets Clarias gariepinus (Burchell, 1822)
10. 1 2  Wels, Afrikanischer Raubwels | Aquakulturinfo. Abgerufen am 5. Januar 2021.
11. ↑  African catfish. Abgerufen am 5. Januar 2021 (amerikanisches Englisch).
12. ↑  Jean R. S. Vitule, Simone C. Umbria & Jose M. R. Aranha: Record of native amphibian predation by the alien African catfish. Pan-American Journal of Aquatic Sciences (2008), 3(2): 105–107
13. ↑  Marina Piria, Dinko Jelkić, Ana Gavrilović, Ivan Špelić, Anđelko Opačak und Siniša Ozimec: First record of North African catfish (Clarias gariepinus) in Croatian inland waters.  Front. Mar. Sci. Conference Abstract: XVI European Congress of Ichthyology. doi: 10.3389/conf.fmars.2019.07.00142